# Huntsville Blast
Huntsville Blast byl profesionální americký klub ledního hokeje, který sídlil v Huntsvillu ve státě Alabama. V letech 1993–1994 působil v profesionální soutěži East Coast Hockey League. Blasts ve své poslední sezóně v ECHL skončily v osmifinále play-off. Své domácí zápasy odehrával v hale Von Braun Center s kapacitou 10 000 diváků. Klubové barvy byly modrá a černá.
Založen byl v roce 1993 po přestěhování týmu Roanoke Valley Rampage do Huntsvillu. Zanikl v roce 1994 přestěhováním do Tallahassee, kde byl založen tým Tallahassee Tiger Sharks.

## Přehled ligové účasti
Zdroj: 
- 1993–1994: East Coast Hockey League (Západní divize)